# National Football League 1928
La stagione NFL 1928 fu la 9ª stagione sportiva della National Football League, la massima lega professionistica statunitense di football americano. La stagione iniziò il 23 settembre e si concluse il 16 dicembre 1928 con la vittoria dei Providence Steam Roller.
La stagione vide le defezioni dei Cleveland Bulldogs e dei Duluth Eskimos. I Buffalo Bisons rimasero inattivi e sarebbero rientrati solo nella stagione successiva. I Detroit Wolverines entrarono come nuova formazione nella lega.

## La stagione
La prima partita della stagione fu giocata il 23 settembre 1928, mentre l'ultima venne disputata il 16 dicembre.

### Risultati della stagione
- V = Vittorie, S = Sconfitte, P = Pareggi, PCT = Percentuale di vittorie, PF = Punti Fatti, PS = Punti Subiti
- Nota: nelle stagioni precedenti al 1972 i pareggi non venivano conteggiati nel calcolo della percentuale di vittorie.

| National Football League |    |   |   |     |     |     |
| Squadra                  | V  | S | P | PCT | PF  | PS  |
| Providence Steam Roller  | 8  | 1 | 2 | 889 | 128 | 42  |
| Frankford Yellow Jackets | 11 | 3 | 2 | 786 | 175 | 84  |
| Detroit Wolverines       | 7  | 2 | 1 | 778 | 189 | 76  |
| Green Bay Packers        | 6  | 4 | 3 | 600 | 120 | 92  |
| Chicago Bears            | 7  | 5 | 1 | 583 | 182 | 85  |
| New York Giants          | 4  | 7 | 2 | 364 | 79  | 136 |
| New York Yankees         | 4  | 8 | 1 | 333 | 103 | 179 |
| Pottsville Maroons       | 2  | 8 | 0 | 200 | 74  | 134 |
| Chicago Cardinals        | 1  | 5 | 0 | 167 | 7   | 107 |
| Dayton Triangles         | 0  | 7 | 0 | 0   | 9   | 131 |

## Vincitore
| Vincitori del campionato NFL 1928 Providence Steam Roller 1º titolo |